# Cryosophila warscewiczii
Cryosophila warscewiczii là loài thực vật có hoa thuộc họ Arecaceae. Loài này được (H.Wendl.) Bartlett mô tả khoa học đầu tiên năm 1935.

## Hình ảnh

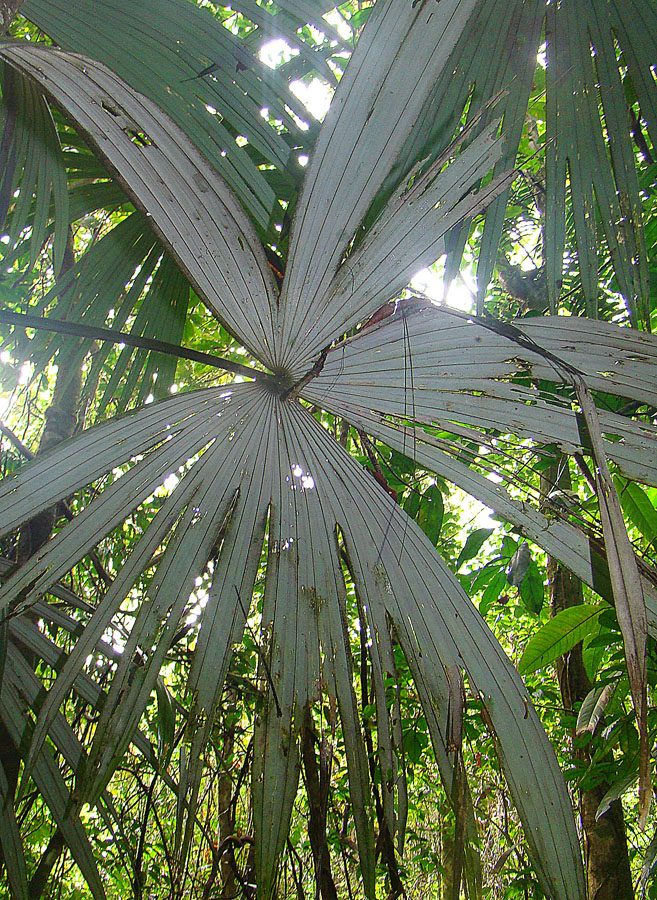
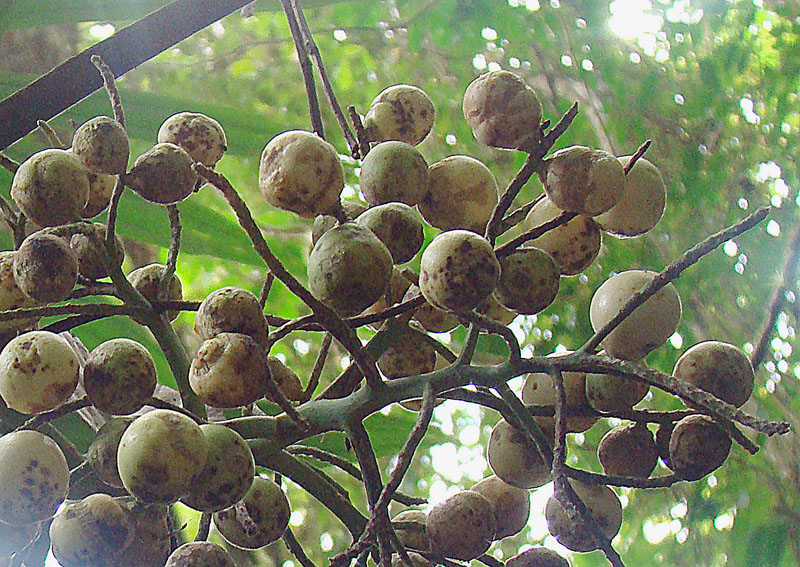
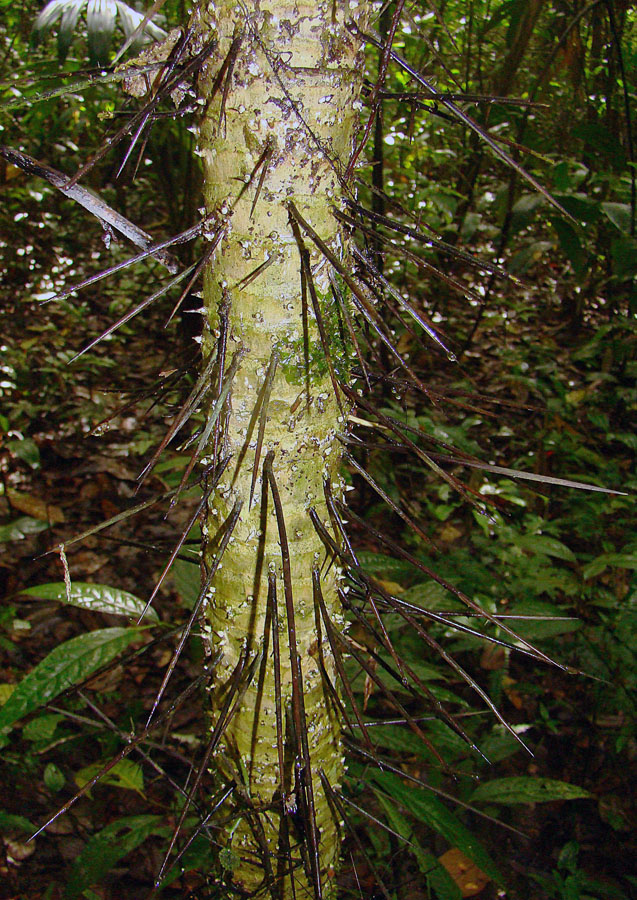